# DANCE (浜田省吾の曲)
「DANCE」（ダンス）は、1984年8月1日に発売された浜田省吾の17枚目のシングル。

## 概要
前作「マイホームタウン」から約2年ぶりのシングルで、初の12インチシングルとして発売された。
「DANCE (dance version)」は、アルバム『DOWN BY THE MAINSTREET』の先行シングル。アルバムとは歌詞とアレンジが異なる。シングルヴァージョンはコンピュータの音を前面に出したものとなっているが、アルバムヴァージョンはパーカッションをフィーチャーしている。また、アルバムバージョンより1分近く長くなっている。
B面の「THE LITTLE ROCKER'S MEDLEY (live version)」はアルバム未収録。『ON THE ROAD '83』の渋谷公会堂で録音されたもので、「今夜はごきげん」「HIGHSCHOOL ROCK&ROLL」「あばずれセブンティーン」の若者が主人公の3曲をメドレー形式にした楽曲。このライブ音源をB面収録した理由を語った本人のインタビューで「当時、ツアーでアンコールにほとんどもどしそうになりながらやってた。すごいハードなの。最後の疲れ切ってるところに持ってきて、10分以上のアップテンポなロックンロール・メドレーでしょ。もう死ぬんじゃないかと思いながら(笑)。だから、このライブ・バージョンには、すごい思い入れがある。12インチだからこそやれたという長さだし。これを聞くと、当時一緒にやってたTHE FUSEのメンバーを思い出す。ツアーが一番楽しくて一番きつくて、一番長かった時代のメンバーだからね」と回想しており、B面曲の長さ（13分15秒）が12インチシングルとなった理由であることが分かる。
1989年3月21日、過去に発売されたアナログシングルからピックアップされCDシングル化された。詳細は「BIG BOY BLUES/DANCE（再発シングル）」参照。
「THE LITTLE ROCKER'S MEDLEY (live version)」は8cmライブシングルCD「HELLO ROCK&ROLL CITY」にカップリング収録された。

## 記録
浜田のシングルとして初のオリコンTOP20にランクインした。

## 収録曲
| 全作詞・作曲: 浜田省吾。 |                                              |           |            |                         |       |
| #                        | タイトル                                     | 作詞      | 作曲・編曲 | 編曲                    | 時間  |
| 1.                       | 「DANCE」(dance version)                     | 浜田省吾  | 浜田省吾   | 浜田省吾 & HIS NEW BAND | 5:50  |
| 2.                       | 「THE LITTLE ROCKER'S MEDLEY」(live version) | 浜田省吾  | 浜田省吾   | 浜田省吾 & THE FUSE     | 13:15 |
| 合計時間:                | 合計時間:                                    | 合計時間: | 19:05      |                         |       |

## 参加ミュージシャン
| DANCE (dance version) - Written by 浜田省吾 - Arranged by 浜田省吾 & HIS NEW BAND - Lead Vocal：浜田省吾 - Guitar and Chorus：町支寛二 - Keyboards：板倉雅一 - Saxophones：古村敏比古 ADDITIONAL MUSICIANS - Drums：富岡"Grico"義広 - Bass：江澤宏明 - Synthesizer and Linn Drums Programming：佐藤準 - Percussion：Pecker | THE LITTLE ROCKER'S MEDLEY (live version) - Written by 浜田省吾 - Arranged by 浜田省吾 & THE FUSE - Lead Vocal, Guitar and Harmonica：浜田省吾 - Guitar and Chorus：町支寛二 - Keyboards and Chorus：板倉雅一 - Saxophones：古村敏比古 - Keyboards：一戸清 - Bass：江澤宏明 - Drums：鈴木俊二 WITH HORN SECTION - Trumpet：林研一郎, 兼崎順一 - Saxophone：沢井原兒, 包国充 - Trombone：池谷明宏 |

## カバー
DANCE
- 1985年、石川秀美（ライブアルバム『BURN UP HIDEMI〜秀美の熱い一日』に収録）

THE LITTLE ROCKER'S MEDLEY
- 1985年、石川秀美（ライブアルバム『BURN UP HIDEMI〜秀美の熱い一日』に収録）